# Tante Arie

Tante Arie en haar ezel brengen cadeautjes aan de kinderen, 1880

Tante Arie of tante Airie is een goede fee in de folklore van Franche-Comté. Ze trekt rond met haar ezel en heeft de rol van kerstcadeautjesbrenger, zoals Sinterklaas en de kerstman, in voormalige graafschap Montbéliard. 
In veel verschillende vermommingen vraagt ze om gastvrijheid bij mensen en moedigt ze aan om deugdzaam te zijn en het huishoudelijk werk te volbrengen. Volgens de legende is tante Arie een reïncarnatie van Henriëtte van Mömpelgard.
Ze wordt vereerd in het Juragebergte en zegent de oogst en beschermt het graan tegen vorst en stormen. Ze verschijnt op boerenfeesten, beloont de maaisters en geeft fruit aan de kinderen. Tijdens kerstmis deelt ze gebak en noten uit.